# Óscar Enrique González Peña
Óscar Enrique González Peña (Florián, Santander, 21 de julio de 1953) es un militar colombiano. Ingresó a la Escuela Militar de Cadetes General José María Córdova el 22 de enero de 1970, ascendiendo al grado de subteniente el 5 de julio de 1973. Es licenciado en ciencias militares e ingeniero en obras civiles y militares. Adelantó los cursos de ley necesarios para el ascenso a los diferentes grados de su carrera militar, entre ellos: curso de paracaidismo militar, curso básico, de comando, de Estado Mayor, y Curso de Altos Estudios Militares. Ascendió al grado de General de la República el 5 de diciembre de 2008 y fue nombrado como Comandante del Ejército de Colombia el 6 de noviembre del mismo año.
Se le acusa por Human Rights Watch de los asesinatos de al menos 110 civiles.
Dice el periódico El Espectador en su edición del 21-02-2021:
"El sucesor de Montoya en la Cuarta Brigada fue Óscar Enrique González Peña, comandante entre 2004 y 2005, y a quien la CCEEU le atribuye 143 casos de ejecuciones extrajudiciales bajo su mando. Incluso, según investigaciones de Human Rights Watch en 2011, el inspector general del Ejército en 2009, Carlos Suárez, les dijo a diplomáticos estadounidenses que González Peña le ordenó detener las investigaciones relacionadas con falsos positivos porque “estaban minando la moral de los oficiales”. Actualmente el militar en retiro no comparece ante el tribunal transicional. Su nombre aparece en los informes de las víctimas que llegan hasta la Jurisdicción."

## Carrera militar
En sus 40 años de vida al servicio de la institución ha sido honrado con diferentes cargos, entre los que se destacan:
- Comandante de Batallón de Cadetes en la Escuela Militar.
- Comandante del Batallón de Ingenieros Caldas.
- Subdirector de la Escuela de Armas y Servicios.
- Comandante Bloque de Búsqueda contra el narcotráfico.
- Director de Sanidad del Ejército.
- Director de la Escuela Militar de Cadetes General José María Córdova.
- Comandante de la Décima Primera Brigada.
- Comandante de la Cuarta Brigada.
- Comandante de la Séptima División.
- Comandante del Comando Conjunto del Caribe.
- Comandante del Ejército de Colombia.

Gracias a su alto desempeño académico y profesional, fue objeto de las siguientes comisiones al exterior:
- Curso de Formación para oficial en la Academia Militar de Venezuela.
- Instructor invitado en la Escuela de las Américas.
- Oficial de Enlace de Colombia ante el Comando de las Naciones Unidas en Corea.
- Oficial de Enlace de Colombia ante el Comando Sur de los Estados Unidos.
- Asesor del Colegio Interamericano de Defensa.

## Honores
En su carrera ha sido merecedor de más de 57 condecoraciones; a nivel nacional se destacan entre muchas otras:
- La Cruz de Boyacá.
- La Medalla Antonio Nariño.
- La Medalla José María Córdova.
- Medalla al mejor alumno de la Escuela Militar.
- La Medalla Francisco José de Caldas.
- Servicios distinguidos en Orden Público, por quinta vez.
- Torre de Castilla de los Ingenieros Militares.

A nivel internacional ha sido condecorado por gobiernos extranjeros con:
- Army Comendation Medal (USA).
- Meritorius Service Medal (USA).
- Korea Service Medal (COREA).
- Medalla de Servicios Meritorios (Venezuela).
- Cruz de las Fuerzas Terrestres (Venezuela).
- Medalla de la Junta Interamericana de Defensa.